# Mette Amalie Rosenkrantz
Mette Amalie von Barner, født Rosenkrantz (4. juni 1706 – 6. november 1755 på Vedbygaard) var en dansk adelsdame. Hun var datter af Jørgen Rosenkrantz til Roseneje (i dag Hofmansgave) og Marie Elisabeth de Roklenge. 1730 blev hun kammerfrøken hos dronning Sophie Magdalene. Ti år senere, 26. februar 1740, blev hun gift i Christiansborg Slotskirke med Joachim Hartwig Johann von Barner til Vedbygaard. 1750 blev hun tildelt ordenen de l'Union Parfaite. Hun døde 1755 på Vedbygaard.